# Auggen
Auggen là một xã ở huyện Breisgau-Hochschwarzwald ở bang Baden-Württemberg miền nam thuộc nước Đức. Đô thị này có diện tích 14,15 km², dân số thời điểm 31 tháng 12 năm 2020 là 2810 người. Đô thị này thuộc khu vực Markgräflerland có tầm quan trọng về lịch sử và văn hóa.